# Gallus Schmid
Gallus Schmid (* 26. Jänner 1902 in Götzis; † 29. August 1977 ebenda) war ein österreichischer Politiker (ÖVP) und Stickereifabrikant. Er war Bürgermeister von Götzis und von 1959 bis 1964 Abgeordneter zum Vorarlberger Landtag.

## Ausbildung und Beruf
Schmid besuchte nach der Volksschule Götzis eine Stickereifachschule und arbeitete bis 1913 im elterlichen Betrieb. Er war danach von 1933  bis 1941 als Stickermeister bei der Firma Gebrüder Drexel in Hohenems beschäftigt, bevor er ab 1941 im Zweiten Weltkrieg kämpfte. Er konnte erst im Dezember 1948 aus der jugoslawischen Kriegsgefangenschaft zurückkehren. Danach war Schmid ab 1949 Teilhaber und Geschäftsführer der Firma Gebrüder Schmid Stickerei- und Weberei.

## Politik und Funktionen
Schmid trat nach seiner Rückkehr aus dem Krieg der Österreichischen Volkspartei bzw. dem Wirtschaftsbund bei und wurde 1950 Mitglied der Gemeindevertretung von Götzis. Er hatte von 1955 bis August 1958 das Amt des Vizebürgermeisters inne und lenkte die Geschicke der Gemeinde Götzis zwischen September 1958 und März 1970 als Bürgermeister. Er war des Weiteren Obmann des Grundtausch-, Jagd-, Personal- und Straßen-, Wasser- und Bauausschusses, Obmann des Ortsschulrates, Obmann des Bauausschusses sowie Obmann-Stellvertreter in weiteren Ausschüssen. Als Abgeordneter des Wahlbezirkes Feldkirch vertrat er die ÖVP zwischen dem 29. Oktober 1959 und dem 28. Oktober 1964 im Landtag. Dort war er auch Mitglied im Landwirtschaftlichen Ausschuss und ab März 1963 Mitglied im Erziehungs- und Volksbildungsausschuss.
Innerparteilich war Schmid auf Ortsebene als Ortsparteiobmann der ÖVP Götzis aktiv, zudem wirkte er ab 1957 als Obmann des Wirtschaftsbundes. Er war zudem Mitglied der Landesparteileitung der ÖVP Vorarlberg und Mitglied des Landesparteirates der ÖVP Vorarlberg. Des Weiteren engagierte sich Schmid als Mitglied der Liedertafel Götzis, war Vorstandsmitglied der Raiffeisenkasse Götzis und Mitbegründer der Sektion Rheintal des VATC. Zudem hatte er ab 1949 das Amt des Obmanns der Turnerschaft Götzis inne, engagierte sich als Mitglied des Kameradschaftsbundes Götzis und war von 1962 bis 1969 Vizepräsident bzw. Präsident des Vorarlberger Gemeindeverbandes.

## Privates
Schmid war der Sohn des Stickers Franz Josef Schmid (1863–1903) und dessen Gattin Theresa Schmid, geborene Elsässer (1867–1936). Er war ab 1939 mit Maria Waibel (1909–2002) verheiratet und war Vater eines Sohns und einer Tochter. 

## Auszeichnungen
- Ehrenobmann der Turnerschaft Götzis (1961)
- Julius-Raab-Ehrenmedaille (1965)
- Ehrenmitglied des Kameradschaftsbundes Götzis